# Instructie van 12 april 1588
De instructie van 12 april 1588 is een besluit van de Staten-Generaal van de Nederlanden (ook wel "Generaliteit" genoemd) dat op 12 april 1588 tijdens de Tachtigjarige Oorlog werd genomen. De instructie was bedoeld voor de Raad van State en sloot grotendeels aan bij de bepalingen van het Verdrag van Nonsuch (1585) aangaande de opbouw van een centraal bestuursapparaat in de opstandige gewesten en steden (om daarmee te voorzien in enkele gebreken van de verdragstekst van de Unie van Utrecht). Het verschil was echter dat er geen verwijzingen meer waren naar enige soevereiniteit van Elizabeth I van Engeland of Robert Dudley, de Graaf van Leicester, die minder dan twee weken eerder zijn ontslag had ingediend. De instructie van 12 april 1588 machtigde de Raad van State tot het algemeen bestuur van de opstandige gewesten (op dat moment geheel of gedeeltelijk bestaande uit Gelre, Holland, Zeeland, Utrecht, Friesland en Overijssel en de Vlaamse stad Oostende) die toen de Verenigde Provinciën vormden. Dezelfde dag namen de Staten-Generaal het besluit om alle ambtenaren te ontslaan van hun eed aan Leicester en met een nieuwe eed aan zichzelf te verbinden. Deze twee besluiten worden algemeen gezien als de totstandkoming van de Republiek der Verenigde Nederlanden, aangezien de soevereiniteit van het monarchaal erfelijk staatshoofd (een functie die na het Plakkaat van Verlatinghe van 1581 eerst was bekleed door Frans van Anjou en als laatste door Leicester) door de Staten-Generaal werden overgedragen aan de Raad van State. Historici merken op dat dit verder niet gepaard ging met veel uiterlijk vertoon van een plechtige proclamatie, maar eerder het eindresultaat was van een geleidelijk en door niemand van tevoren voorzien of gepland proces.

Met de instructie van 12 april 1588 droegen de Staten-Generaal de Raad van State op te 'sullen beleyden ende dirigeren de saicken der Gemeenen Staet, die defensie conserveren ende de Unie vande voorsz. Landen'. Dat waren dezelfde taken en bevoegdheden die Leicester in 1586 had gekregen. Volgens Berkhoff (1998) waren de taken van de Raad van State als volgt samen te vatten:
1. 'het onderhouden van met vreemde mogendheden gesloten verdragen en in het algemeen, met het bewaren van goede betrekkingen met de naburige landen
2. het voeren van het bevel in krijgszaken
3. het beheer van de generale middelen (de financiën) van de Generaliteit
4. het uitoefenen van de rechtsmacht, meestal die in het hoogste ressort, van de Generaliteit'[8]

Omdat de instructie de taken en bevoegdheden echter niet nauwkeurig afbakende, zou de uiteindelijke macht van de Raad van State afhangen van hoe zij zou samenwerken met de Staten-Generaal. In de praktijk zouden de Staten-Generaal de boventoon voeren en het hoogste bestuursorgaan in de Republiek worden.
Volgens Groenveld & Leeuwenberg (2020) had de instructie van 1588 de Raad van State bevoegd met 'de bevelvoering in de oorlog, met het beheer van de Uniegelden en met buitenlandse zaken – precies de drie basistaken van de Generaliteit.' De leden van de Raad stonden ook onder ede van de Staten-Generaal en beschikten niet over de financiële middelen om zonder steun van de Generaliteit allerlei taken ten uitvoer te brengen. De Staten-Generaal, van oorsprong eigenlijk alleen een vertegenwoordigend college, hadden al sinds de Pacificatie van Gent van 1576 bestuurlijke bevoegdheden naar zich toegetrokken en op eigen initiatief vergaderd, wat voordien exclusieve privileges van de landsheer (Filips II) waren. Uiteindelijk viel het gebied van de opstandige Generaliteit samen met dat van de Unie van Utrecht, vanaf 1588 waren zij permanent gevestigd in Den Haag, vanaf 1593 vergaderden zij dagelijks (omdat zij steeds meer taken kregen of op zich namen) en vanaf 1595 (toetreding van Stad en Lande) stond het aantal in de Staten-Generaal vertegenwoordigde provinciën vast op zeven. Historici hebben lang vermoed dat er een machtsstrijd heeft gewoed tussen de Raad van State (die de jure de hoogste macht had gekregen volgens de instructie van 1588) en de Staten-Generaal (die de facto de hoogste macht verwierven). Zo meenden Thorbecke, Fruin en Colenbrander (1922) dat 'de Staten-Generaal veelvuldig inbreuk' maakten op de bevoegdheden van de Raad. Maar uit later nader historisch onderzoek is gebleken dat de twee colleges vrij goed samenwerkten. De Raad ging uiteindelijk vooral voorbereidende en uitvoerende taken van de Staten-Generaal overnemen om hun werklast te verminderen.